# Anurapteryx insolita
Anurapteryx insolita is een vlinder uit de familie van de Sematuridae. De wetenschappelijke naam van de soort is voor het eerst geldig gepubliceerd in 1911 door Strand.